# Cattedrale di San Donato (Bruges)
La Cattedrale di San Donato (in neerlandese Sint-Donaaskathedraal) era una cattedrale cattolica romana della città di Bruges in Belgio.
Costruita da Arnolfo I conte di Fiandre all'incirca nel 950 d.C., era situata sul Burg, una delle piazze principali della città, era la chiesa più grande di Bruges, sede della diocesi di Bruges. La cattedrale fu espropriata durante la rivoluzione francese, poi venduta all'incanto, infine demolita dagli acquirenti per rivenderne il materiale edilizio.